# Chionosia apicalis
Chionosia apicalis là một loài bướm đêm thuộc phân họ Arctiinae, họ Erebidae.